# Kevin Clancy
Kevin Clancy (23 novembre 1983) è un arbitro di calcio scozzese.